# Aleksandr Ilyich Yegorov

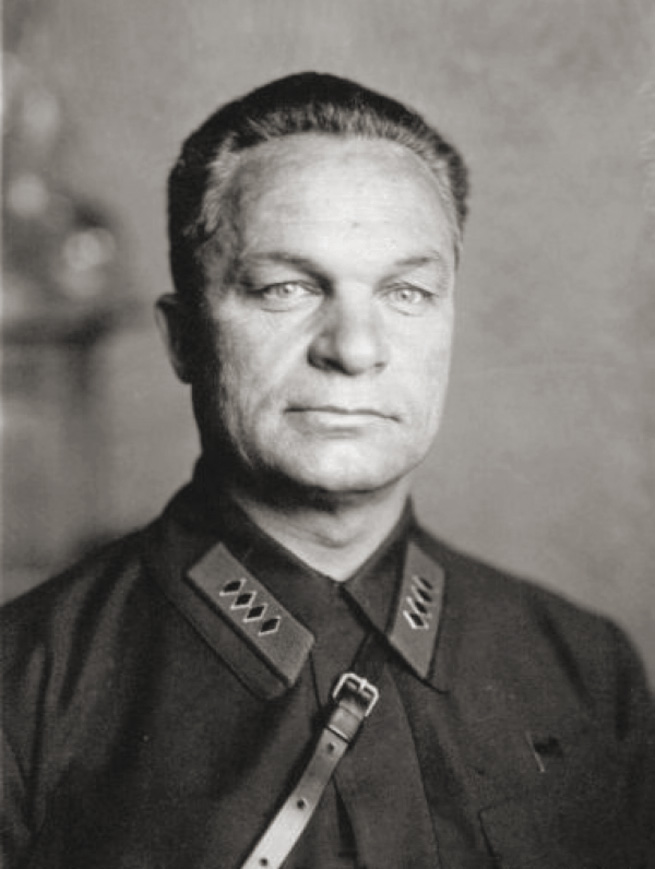
Aleksandr Yegorov trong quân phục với cấp bậc Tư lệnh quân khu (Командующий войсками военного округа). Đầu thập niên 1930.

Aleksandr Ilyich Yegorov (tiếng Nga: Александр Ильич Егоров) (13 tháng 10 năm 1883 – 22 tháng 2 năm 1939), là một Nguyên soái Liên bang Xô viết được phong ngày 20 tháng 11 năm 1935.
Ông bị xử bắn cuối tháng 2 năm 1939 trong chiến dịch Đại thanh trừng của Stalin. Được minh oan 14 tháng 3 năm 1956.

## Xuất thân và binh nghiệp
Yegorov sinh ra gần Samara, miền trung nước Nga. Ông gia nhập quân đội của Đế quốc Nga năm 1902 và đủ tiêu chuẩn là một sĩ quan vào năm 1905. Là một sĩ quan quân đội, ông đã giúp dập tắt cuộc Cách mạng năm 1905. Trong Chiến tranh thế giới thứ nhất, ông được thăng cấp bậc Trung tá và bị thương năm lần. Năm 1904, ông gia nhập Đảng Cách mạng Xã hội chủ nghĩa, nhưng sau khi những người Bolshevik nắm quyền trong Cách mạng Tháng Mười (1917), ông chấp nhận chế độ mới và trở thành một chỉ huy trong Hồng quân.
Yegorov chỉ huy Phương diện quân Tây Nam trong Chiến tranh Ba Lan-Liên Xô (Stalin là chính ủy phương diện quân). Trong cuộc chiến này, tuy cánh quân do Yegorov chỉ huy đã có một thành tích quan trọng là chiếm được Kiev từ tay quân Ba Lan và đánh bật đối phương khỏi Podillia và Galicia, nhưng lại không chiếm được Lviv và đặc biệt là Yegorov đã ỷ vào Stalin mà không tuân lệnh Tổng tham mưu trưởng Kamenev về việc điều quân chi viện cho Phương diện quân Tây của Mikhail Nikolayevich Tukhachevsky khiến cho cánh quân này bị quân Ba Lan bao vây và chịu tổn thất nghiêm trọng.
Mặc dù thất bại trong các chiến dịch chống Ba Lan, Yegorov đã thể hiện tính chuyên nghiệp lãnh đạo quân sự cao, và nếu không có sự thất bại của Tukhachevsky, ông ta đã có thể chiếm được Lviv. Vào tháng 2 năm 1921, ông đã được trao tặng một khẩu súng ngắn  danh dự làm lưu niệm cho chiến tích này.
Sau Chiến tranh Ba Lan-Liên Xô, Yegorov được cử làm cố vấn quân sự cho Trung Quốc (1925-1926). Năm 1927, ông trở thành chỉ huy của Quân khu Belarussia. Năm 1931, Yegorov được bổ nhiệm làm Phó Chính ủy Quốc phòng kiêm Tổng Tham mưu trưởng Hồng quân. Năm 1934, ông trở thành ứng cử viên của Ban Chấp hành Trung ương Đảng Cộng sản Liên Xô. Năm 1935, ông trở thành một trong năm Nguyên soái đầu tiên của Liên Xô khi cấp bậc này được tạo ra.
Do mối quan hệ cũ của ông với Stalin và Budyonny (một chỉ huy cấp cao nữa của Hồng quân ở phương diện quân Tây Nam trong Chiến tranh Ba Lan - Liên Xô), Yegorov dường như được an toàn trước làn sóng bắt giữ tràn qua Hồng quân vào năm 1937 khi cuộc Đại thanh trừng đang diễn ra.
Ông chính thức được đưa vào danh sách một trong những thẩm phán tại phiên tòa xét xử Tukhachevsky vào tháng 6 năm 1937. Nhưng vào cuối năm 1937, ông bị giáng chức xuống chỉ huy của Quân khu Ngoại Kavkaz, sau đó bị bắt vào tháng 2 năm 1938 và các tác phẩm quân sự của ông bị cấm. Sự sụp đổ của ông dường như bắt đầu từ một lá thư vào mùa xuân năm 1937 từ lữ đoàn trưởng Fedor Sudakov của Học viện Quân sự Frunze gửi cho Stalin chất vấn về hiệu suất của Yegorov; một lá thư tương tự được lữ đoàn trưởng Yan Zhigur gửi cho nguyên soái Voroshilov vào ngày 20 tháng 7, và Yegorov bị tổn hại thêm bởi những lời thú tội được trích từ các sĩ quan bị bắt trong cuộc thanh trừng của quân đội. Yegorov bị xử bắn vào ngày 23 tháng 2 năm 1939. Sau khi Stalin mất vào năm 1953, Nikita Khrushchev đã phục hồi cấp bậc cho Yegorov.